# 豬母礁
豬母礁，為台灣澎湖縣望安鄉東坪村的一個島嶼，面積約0.0183平方公里。島嶼位於東嶼坪嶼東南東方約3.6公里處。島上設有小型導航標誌燈。為澎湖南方四島國家公園九座附屬島嶼之一。